# الهيئة العالمية للإغاثة والتنمية (أنصر)
| الهيئة العالمية للإغاثة والتنمية (أنصر) | الهيئة العالمية للإغاثة والتنمية (أنصر) |
| الشعار                                  | الشعار                                  |
| --------------------------------------- | --------------------------------------- |
| الاختصار                                | أنصر                                    |
| البلد                                   | تركيا                                   |
| المقر الرئيسي                           | غازي عنتاب، تركيا                       |
| تاريخ التأسيس                           | 2014                                    |
| الوضع القانوني                          | نشط                                     |
| اللغات الرسمية                          | العربية والإنجليزية                     |
| الموقع الرسمي                           | الموقع الرسمي                           |

الهيئة العالمية للإغاثة والتنمية (انصر) هيئة غير حكومية تعنى بالمشاريع الإغاثية الطارئة والتنموية ومشاريع الإنعاش المبكر في سبعة دول حول العالم، منذ نشأتها تعمل أنصر من تمكين المجتمعات المحلية من خلال توفير وتسهيل الوصول للاحتياجات الأساسية في اطار القضاء على الفقر وتمكين الفئات الهشة في إطار تكاملي مع الجهود المبذولة، وتقديم الخدمة لمستحقيها بما يضمن عدالة التوزيع وتكافؤ الفرص وحفظ كرامة المستفيد بغض النظر عن الانتماء والدين واللون والجنس والعرق، تأسست في أسطنبول في عام 2014، ويقع المكتب الرئيسي للهيئة في محافظة غازي عنتاب بتركيا، بالإضافة إلى مكاتب تنفيذية وفروع مسجلة وشركاء منتشرين في سوريا، اليمن، العراق، بانغلاديش، لبنان والصومال، تعمل أنصر بشكل أساسي في مجال الإغاثة العاجلة بالإضافة إلى التمكين الإقتصادي للفئات الفقيرة وتعزيز سبل الروق ومصادر الرزق لها، بالإضافة إلى إلى مشاريع التعليم والمياه والصرف الصحي وتمكين الفقراء والمهمشين.
الهيئة العالمية للإغاثة والتنمية (أنصر) ضمن الموقعين على ميثاق سلوك المهنة لمنظمة الصليب الأحمر الدولية والهلال الأحمر وإغاثة الكوارث التابعة للمنظمات غير الحكومية. وللهيئة شركاء دوليين وإقليميين

## الرؤية والرسالة
تسعى الهيئة لأن تكون مؤسسة رائدة تعمل على تمكين المجتمعات الفقيرة والمتضررة في سبيل الوصول إلى مجتمعات تحقق الإستدامة، وذلك عبر تمكين المجتمعات المحلية من خلال توفير وتسهيل الوصول للاحتياجات الأساسية في اطار القضاء على الفقر وتمكين الفئات الهشة في إطار تكاملي مع الجهود المبذولة، وتقديم الخدمة لمستحقيها بما يضمن عدالة التوزيع وتكافؤ الفرص وحفظ كرامة المستفيد بغض النظر عن الانتماء والدين واللون والجنس والعرق

## القيم
هناك مجموعة من لقيم التي تحكم إطار عمل المؤسسة وهي قيم نابعة من ثقافة وتراث الإنسانية، وتتمثل في: الإنسانية التي تعتبر المظلة الشاملة التي تجمع كل البشر بغض النظر عن انتماءاتهم ودينهم وعرقهم ولونهم وجنسهم، ومن حق كل إنسان أن يتمتع بحياة كريمة، كذلك كرامة المستفيد التي نعتبر الحفاظ عليها من المباديء الإنسانية السامية، بالإضافة إلى الإحسان الذي يحتم الاهتمام بأدق التفاصيل للوصول لمرتبة عالية من إتقان المهام، وتؤمن أنصر أن يد واحدة لا تصفق وأن التكامل والتنسيق يضمنان الجودة والوصول إلى أفضل نتيجة مرجوة بأقل موارد ممكنة، كما تعتبر إغاثة الملهوف من المباديء الأصيلة وهي جزء من ثقافة المنطقة وجزء من حضارتها، وتراثنا الإنساني لذا فهي تسعى لإغاثة المحتاج أينما كان، ونعمل بمرونة على إيجاد حلول عملية تناسب الثقافات المحلية والموارد المتاحة، وتواكب التقنية والتطور العلمي والعملي لتجمع ما بين الأصالة والمعاصرة

## الإغاثة الإنسانية
تعمل أنصر منذ نشأتها على الاستجابة الطارئة والعاجلة في حال الكوارث والأزمات في المناطق التي تعمل بها وتملك الوصول إليها، حيث تقوم بتوفير المساعدات  الإنسانية الطارئة المنقذة للحياة في قطاعات متعددة تشمل الأمن الغذائي، المياه والإصحاح، المساعدات الغير غذائية والإيواء بالإضافة إلى المساعدات الطبية
تشمل استجابة أنصر سوريا ودول الجوار التي يتواجد بها اللاجئين جراء الأزمة الإنسانية في سوريا (تركيا، لبنان، العراق) بالإضافة إلى اليمن والعراق والمناطق الحدودية في بانغلاديش والتي يتواجد بها اللاجئين الروهينجا المتأثرين بالتهجير القسري، وتشمل هذه الإستجابات المجتمعات المضيفة والنازحون واللاجئون ولاحقاً العائدون خلال الأزمات والطواريء.

## التنمية المستدامة
تعمل أنصر على تطوير مشاريع طويلة الأمد وتساهم في تحقيق أهداف التنمية المستدامة (SDGs)؛ حيث تقوم بتقديم حلول للتنمية المستدامة في المجتمعات الأشد فقراً والمجتمعات المتضررة لتساهم بالقضاء على مسببات الفقر وتعزز التعافي المبكر.
وتقوم بتزويد المجتمعات المحلية بالأدوات اللازمة لتمكينهم وإنعاشهم وتعزيز صمودهم للوصول لحياة كريمة من خلال تعزيز الأمن الغذائي وسبل العيش، وتعزيز مصادر الرزق وأدوات التعافي في مختلف القطاعات.

## البرامج الموسمية
تنطلق برامج أنصر الموسمية من ثقافة وهوية المجتمعات حيث تقوم في كل عام بتنفيذ برنامج إفطار الصائم وخصوصاً في الدول التي تعاني من الكوارث والأزمات، بالإضافة إلى برنامج كسوة العيد الذي يسبق عيد الفطر المبارك، وعيد الأضحى المبارك والذي يستهدف بشكل أساسي الأيتام والأطفال الفقراء من اللاجئين، كذلك يتم تقديم الأضاحي في أيام عيد الأضحى المبارك والذي يستهدف اللاجئين وخصوصاً الفئات الأشد فقراً والتي تعاني من تهديد في الأمن الغذائي
كذلك تركز الحملات الشتوية في كل عام على توفير المساعدات الغير غذائية والمأوى، وتستهدف المناطق التي تعاني من موجات برد قاسي، وتقدم بشكل كبير مواد التدفئة للاجئين والنازحين الجدد.

## مشاريع الرعاية
تولي مشاريع الرعاية للفئات الأشد ضعفاً من النساء والأطفال وتمنح الأيتام وعائلاتهم الأولوية في الإستفادة من مشاريع وبرامج المؤسسة.